# José María Albiñana
José María Albiñana Sanz (Enguera, 13 de octubre de 1883-Madrid, 23 de agosto de 1936) fue un médico, escritor y político español, conocido como el doctor Albiñana, líder y fundador del Partido Nacionalista Español. Murió asesinado por milicianos del bando republicano en las primeras semanas de la guerra civil española en la conocida como Matanza de la cárcel Modelo de Madrid.

## Biografía

### Activismo juvenil
Nació el 13 de octubre de 1883 en la localidad valenciana de Enguera. Durante su época de alumno de Medicina en la Universidad de Valencia fue un destacado cabecilla estudiantil. Promotor del asociacionismo entre los estudiantes, fue uno de los impulsores de la Unión Escolar de Valencia, constituida en 1903, sociedad de la que fue secretario y luego presidente.

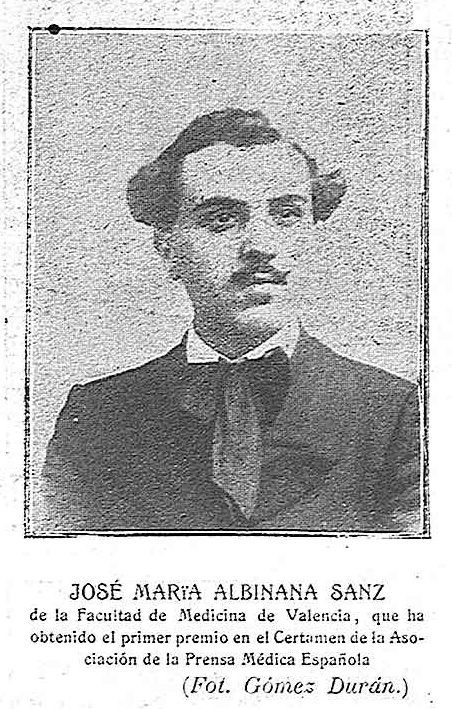
Retrato de un joven Albiñana hacia 1904

Una vez obtenido el título de licenciado, entró en la actividad política animado por Francisco Moliner Nicolás y presidiendo la Juventud Liberal-Demócrática de Valencia. Fue seguidor del doctor Moliner hasta el fallecimiento de este en 1915.

### Médico
Académico de número de la Real Academia Nacional de Medicina donde fue premiado por su obra Concepto actual de la Filosofía médica y su valor en el desarrollo de la Medicina.
Fue fundador del periódico La Sanidad Civil que reivindica los derechos de los profesionales de la medicina y pretende conseguir para ellos una paga estatal.
En 1920 oposita sin éxito a la cátedra de Historia de la medicina de la Universidad Central. Al considerar injusto el resultado, se aparta de la vida universitaria.
Durante esta etapa publica La medicina en verso. Colección de humoradas médico-literarias (1904);  Fraternidad y cultura. Medios que pueden ponerse en práctica por el Estado, corporaciones o particulares para auxiliar a los estudiantes que no dispongan de medios de fortuna (Valencia, 1905); La medicación catodilítico-fosfatada en el tratamiento de la neurastenia, Congreso de la Asociación Española para el progreso de la Ciencia (Zaragoza, 1908); Orientación de la juventud ante el problema religioso (Valencia, 1910); Los crímenes del caciquismo: la tragedia de El Pobo. Defensa del médico don Alfredo Alegre. Informe presentado en el juicio oral ... (Madrid, 1918); La ignorancia de las Academias (Madrid, 1918); Cooperación española a la formación de la Escuela Médica de Montpellier, Primer Congreso Internacional de la Historia de la Medicina (Amberes, 1920); Desarrollo de las Comunidades Espirituales (192?); Programa para un curso de Historia Crítica de la Medicina (1921); La situación de México vista desde España Ateneo de Madrid (Madrid, 1921).

### Etapa en México
Continúa su actividad en la capital mexicana, donde establece su clínica. Esta nueva vida le permite conocer la realidad hispanoamericana, desarrollando su sentido de la hispanidad que se tradujo en varios  trabajos y conferencias, publicando tres novelas autobiográficas:
Sol de Levante (Gerardo Sisniega, México, 1923), Aventuras tropicales. En busca del oro verde (Madrid, 1928) y Bajo el cielo mejicano (Cía. Ibero-Americana de Publicaciones Madrid, 1930).
En México la violencia se adueña de la vida política. El presidente Madero muere asesinado en 1913, Emiliano Zapata en 1919, Carranza en 1920 y Pancho Villa en 1923. Las revueltas campesinas, los golpes de Estado y el crimen se convierten en la norma política. Todo el proceso revolucionario desembocará en el gobierno de Álvaro Obregón (1920-24), asesinado en 1928, y el gobierno de Plutarco Elías Calles, a lo largo de cuyo mandato se desarrollará la guerra cristera.

La guerra cristera es una respuesta más -quizás la más gloriosa- del pueblo católico ante la opresión de la Revolución. Los cristeros representan la aspiración del pueblo católico mexicano a sobrevivir frente a la Revolución

Como consecuencia de su oposición a la campaña del presidente Plutarco Elías Calles, fundador del Partido Nacional Revolucionario (PNR) —antecesor del PRI— es expulsado de México. La defensa de lo español le lleva a polemizar con el profesor norteamericano Russell Smith, pero ello también daría lugar a una felicitación del dictador Miguel Primo de Rivera.
Fue el fundador del Partido Nacionalista Español en la primavera de 1930.

### II República española

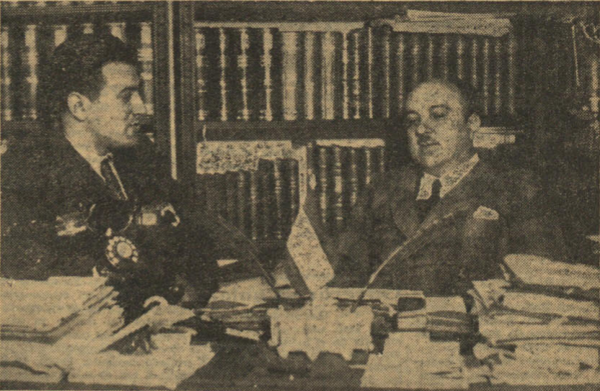
José María Albiñana entrevistado por Jesús Evaristo Casariego (febrero de 1936)

Ya durante la II República, el entonces fiscal general Ángel Galarza ordenó el 12 de mayo de 1931 su ingreso en prisión preventiva, ya que continuaba abierto el sumario judicial contra Albiñana por el ataque a la revista comunista Nosotros, perpetrado ocho meses atrás; sobre él pesaban los cargos de «disparo de arma de fuego, allanamiento de morada, amenazas de muerte y daños», y permaneció en la Cárcel Modelo hasta el 10 de diciembre de ese año. Fue detenido nuevamente tras emitir en marzo de 1932 un discurso contrario al gobierno republicano en el que ofrecía a sus paramilitares, los Legionarios de España, para defender a la patria de los «lobos revolucionarios» y tras enviar un mensaje en el que atacaba al ministro de la Gobernación. Una vez ocurrido el intento de golpe de Estado de la Sanjurjada, en el que participó activamente y fue condenado, el ministro Santiago Casares Quiroga decretó la reclusión de Albiñana, considerado preso gubernativo, en Las Hurdes, primero en la alquería de Martilandrán, para poco después ser trasladado a Nuñomoral, donde estuvo confinado diez meses. Fue elegido diputado por Burgos en las elecciones generales de 1933 y nuevamente en las elecciones de 1936,.

«Y es que, ni José María Albiñana fue un cunero al uso ni el talante fascista que animaba a sus «Legionarios de España» un anacronismo en los años que Hitler sube al poder y la política nacional avanza por el camino de la progresiva radicalización».

Durante estos años recorre la provincia de Burgos y consigue el afecto de ciertas capas de la población atendiendo a cuestiones prácticas, intentando resolver necesidades reales de sus vecindarios: Rectificación legal del funcionamiento de la Compañía de Aguas de Burgos, instalación de teléfono en Villarcayo y Medina de Pomar, creación del aeropuerto de Burgos, consiguiendo importantes subvenciones, etc.

«Su lema "Dios, Patria y Rey" enlaza, por lo demás, con el ideario tradicionalista y su esquema de fobias/filias resulta perfectamente válido en un momento en que la identidad partidista queda supeditada a la necesidad de formar grandes coaliciones electorales y la exposición programática cede paso al genérico "eslogan". Se integró, de hecho, en las sucesivas candidaturas de coalición derechista».

Sus numerosas intervenciones en las Cortes se centraban tanto en los problemas específicos de su circunscripción (como son carreteras, teléfonos, mercado triguero, sanidad, etc.) como en sus ataques a Azaña y al catalanismo:

«Del análisis de esas intervenciones podemos deducir cuáles fueron las líneas fuerza de este diputado burgalés. En este sentido, podemos hablar de fobia a Azaña —"el detritus político de España"—, la fobia catalanista, la fobia a la internacional marxista y a la masonería y la fobia republicana».

En 1934 aceptó la jefatura de José Calvo Sotelo en el Bloque Nacional, al que se adhirió el Partido Nacionalista Español.
El ideario antirrepublicano de Albiñana fue con frecuencia acompañado de un visceral antisemitismo, con los habituales tópicos de «raza», «Imperio», «antijudaísmo» o «antimasonería». Entre sus obras propagandísticas destacó el libro España bajo la dictadura republicana (1933), donde sostenía que el 14 de abril era "una revolución de tipo judío" contra "la monarquía, la religión, el ejército y la propiedad".

### Asesinato
En los inicios del Golpe de Estado contra la República, julio de 1936, Albiñana optó por refugiarse en el Congreso. Dormía en una habitación contigua al botiquín, y se hacía llevar la comida desde un bar próximo. Hacia el 28 de julio se presentó en la cámara el vicepresidente, Luis Fernández Clérigo, quien en nombre del presidente del Congreso Diego Martínez Barrio le exigió que abandonara el edificio porque temía que este fuera asaltado por las turbas. Por dicho motivo, el propio Albiñana aceptó ser internado en la Cárcel Modelo ya que se consideró un lugar seguro —contaba con el aval del jefe de Gobierno republicano José Giral—, adonde fue conducido personalmente por Fernández Clérigo en el coche particular de Martínez Barrio y escoltado por la policía.
El 22 de agosto de 1936, sin embargo, la turba descontrolada asaltó la prisión y se adueñó de ella. Los guardas se vieron superados por la situación. Mientras, un numeroso grupo de milicianos anarquistas comenzó a fusilar a algunos de los allí detenidos, entre los que se encontraban el propio Albiñana y otros como el falangista Ruiz de Alda o el republicano liberal Melquíades Álvarez.
En su última voluntad pidió a sus seguidores que ingresaran en la Comunión Tradicionalista, quedando así el Partido Nacionalista Español integrado en el movimiento carlista.

## Homenajes
Una vez que triunfó el bando sublevado y acabada la guerra, se le dedicaron calles en localidades varias, sobre todo valencianas y burgalesas.
Fue enterrado en su localidad natal, Enguera, donde se le dedicó un mausoleo. El monumento fue excavado en 2023 para recuperar los cuerpos de nueve represaliados republicanos.

## Obras

### Varias
- Fraternidad y cultura, memoria que obtuvo el primer premio en el Concurso de la Asociación de la Prensa Médica Española; 1904, folleto.
- La medicación cacodílicofosforada en el tratamiento de la neurastenia, comunicación presentada al Congreso de la Asociación Española para el progreso de las Ciencias. Zaragoza, 1908, folleto.
- Orientación de la juventud ante el problema religioso. Valencia, 1908, folleto.
- Concepto actual de la Filosofía Médica y su valor en el desarrollo de la Medicina. Premio de la Real Academia Española de la Medicina. Madrid, 1911, 250 páginas.
- Desarrollo de las comunidades espirituales, trabajo de cátedra de psicología experimental.
- La tragedia de El Pobo. Defensa del médico don Alfredo Alegre. Informe forense, Madrid, 1916, 64 páginas.
- La ignorancia en las Academias, crítica académica. Madrid, 1918, folleto.
- La ruta de Esculapio, viaje médico-histórico a través de los museos de Europa.
- Cooperación de España a la formación de la Escuela  Médica de Montpellier, comunicación presentada al I Congreso Internacional de Historia de la Medicina. Amberes, 1920.
- Enseñanza práctica de la Medicina histórica, trabajo de cátedra.
- Programa para un curso de Historia crítica de la Medicina, folleto.

### México
- La situación de México vista desde España, conferencia en el Ateneo de Madrid, 1921, folleto.
- Las leyes de Indias y la colonización española, conferencia pronunciada en el Casino Español de México, 1924, folleto.
- Sol de Levante. Novela autobiográfica, Ciudad de México, 1923, 430 páginas.

### Época de la II República
- Los cuervos sobre la tumba.
- Prisionero de la República.
- España bajo la dictadura republicana.
- Confinado en las Hurdes.
- La República Jurdana.
- Marco Antonio en Jurdania.